# Tabera de Abajo
Tabera de Abajo è un comune spagnolo di 105 abitanti situato nella comunità autonoma di Castiglia e León. Si trova a circa 34 Km dal capoluogo, Salamanca.